# Per Kværne
Per Kværne (* 1. April 1945 in Oslo) ist ein norwegischer Tibetologe, Religionswissenschaftler und Kunsthistoriker. Sein besonderes Interesse gilt der tibetischen Bön-Religion. 1970 erlangte Per Kværne den akademischen Grad eines Mag. art. in Sanskrit an der Universität Oslo. Zwischen 1970 und 1975 unterrichtete er Religionsgeschichte an der Universität Bergen. Über seine Arbeit An Anthology of Buddhist Tantric Songs erhielt er 1973 den Grad eines Dr. phil. von der Universität Oslo. 1976 wurde Per Kværne gewähltes Mitglied der Norwegischen Akademie der Wissenschaften. 1992 wurde er Vorsitzender des Instituttet for sammenlignende kulturforskning.
Von 1975 bis 2007 war Per Kværne Professor für Religionsgeschichte an der Universität Oslo und ist nun Professor emeritus.

## Werke
- An anthology of Buddhist Tantric songs: A study of the Caryagiti. White Orchid Press, 2010, ISBN 978-974-8299-34-1
- mit Yasuhiko Nagano: A catalogue of the Bon Kanjur. National Museum of Ethnology, 2003, ISBN 978-4-901906-12-8
- The Bon religion of Tibet: The iconography of a living tradition. Shambhala, 2001, ISBN 978-1-57062-186-4